# Afrikai uhu
Az afrikai uhu (Bubo africanus) a madarak osztályának bagolyalakúak (Strigiformes) rendjébe és a bagolyfélék (Strigidae) családjába tartozó faj.

## Rendszerezése
A fajt Coenraad Jacob Temminck holland arisztokrata és zoológus írta le 1821-ben, a Strix nembe Strix africana néven.

## Alfajai
- Bubo africanus africanus (Temminck, 1821) – Kenyától délre Dél-Afrikáig
- Bubo africanus milesi Sharpe, 1886[2] – az Arab-félsziget nyugati része

## Előfordulása
Afrikában a Szahara alatti területeken és az Arab-félszigeten honos. Természetes élőhelyei a szubtrópusi és trópusi száraz erdők, gyepek, szavannák, cserjések és sivatagok, köves környezetben. Állandó, nem vonuló faj.

## Megjelenése
Testhossza 45 centiméter, szárnyfesztávolsága 100-140 centiméter, testtömege 480–850 gramm. A tojó nagyobb és nehezebb a hímnél. Tollfülei jól láthatók, szemei nagyok, jól lát a sötétben. Lábai tollasak, hogy a zsákmánya ne tudjon sérülést okozni, szárnyai nem érnek a farka végéig.
|  |

## Életmódja
Éjjeli ragadozó, nappal pihen. Mivel szemeit nem tudja forgatni, ezért a fejét fordítja a hang irányába. Fülei nem egy magasságban vannak, a hangok időkéséssel érkeznek, ezért a távolságot jobban meg tudja határozni.

## Szaporodása
Fészekalja 2–4 tojásból áll, melyen 32 napig kotlik.

## Természetvédelmi helyzete
Az elterjedési területe rendkívül nagy, egyedszáma pedig stabil. A Természetvédelmi Világszövetség Vörös listáján nem fenyegetett fajként szerepel.